# ASPECT
ASPECT (Association for Surveying, Property Evaluation and valuation, Competence development and Transaction),  var en svensk förening för lantmätare och fastighetsvärderare som bildades 2009 genom sammanslagning av Sveriges LantmätareFörening (SLF), Samfundet För Fastighetsekonomi (SFF) och International Property Professionals.   De flesta av de cirka 2000 medlemmarna hade civilingenjörsexamen från lantmäterilinjen vid Kungliga Tekniska högskolan, KTH eller motsvarande, men även icke-akademiker ingick bland medlemmarna. Föreningens kansli fanns i Stockholm.
Föreningens verksamhetsområden var:
- Fastighetsanalys och Marknad (SEPREF)
- Fastighetsförvaltning
- Fastighetsvärdering
- Finansiering och Transaktioner
- Hållbar utveckling
- Juridik för samhällsbyggnad
- Stadsutveckling
- Teknik för Samhällsbyggnad
- Lantmäteri
- Auktorisation av fastighetsvärderare
- Juniornätverket
- Regionala lantmätareföreningar

ASPECT auktoriserade 189 fastighetsvärderare bland sina egna medlemmar, vilket skedde utan lagstöd. Andra autktorisationer sker ofta med stöd av lag, till exempel advokater, som utses av Sveriges Advokatsamfund enligt 8 kap rättegångsbalken eller revisorer som auktoriseras av Revisorsnämnden enligt Revisorslagen. Dylika auktorisationer finns inom flera branscher, se Auktoriserad yrkesman.
Den 1 januari 2013 bildades Samhällsbyggarna genom sammanslagning av ASPECT och Svenska Väg- och vattenbyggares riksförbund (SVR).